# Dendrito (cristal)

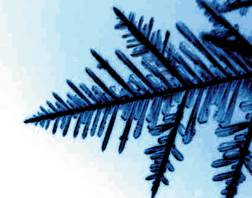
Formação de dendrito de gelo em um floco de neve

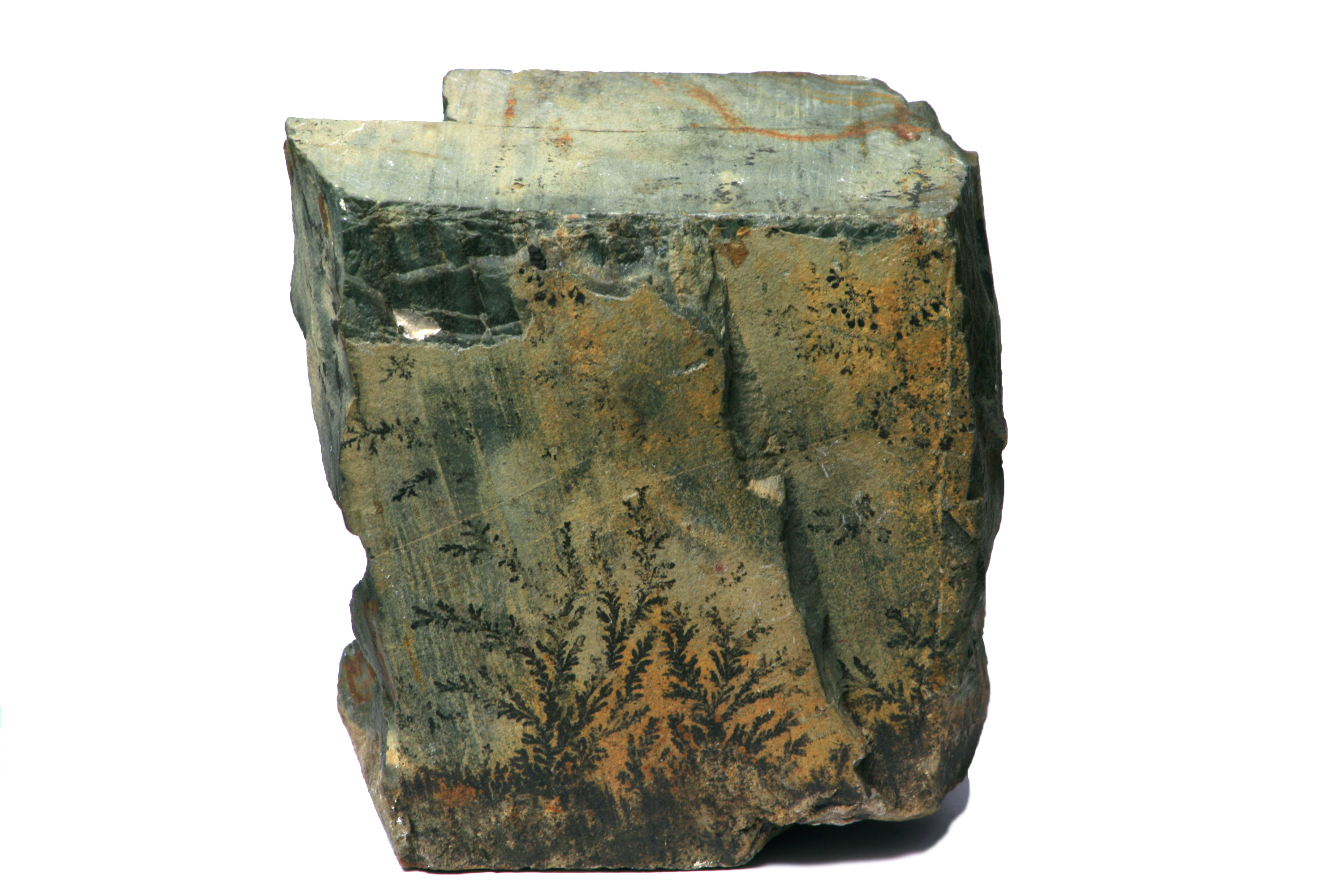
Exemplo de um dendrito em pirolusita.

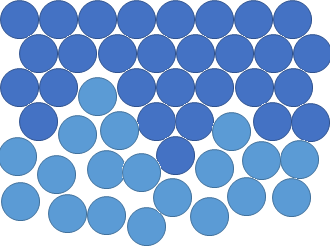
Um diagrama simplificado para uma interface sólido-líquido áspera no nível atômico.

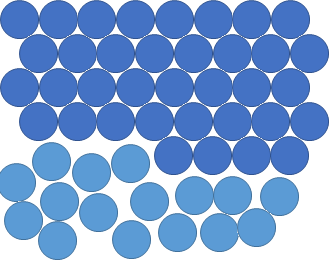
Um diagrama simplificado para uma interface sólido-líquido suave no nível atômico.

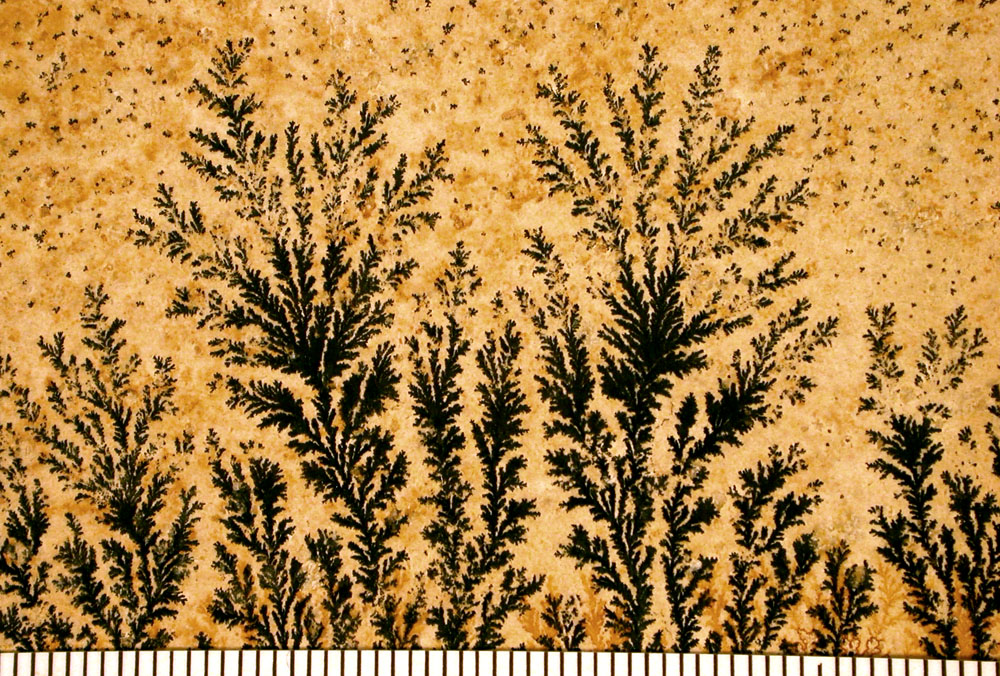
Dendritos de manganês em um plano de calcário de Solnhofen, Alemanha. Escala em mm.

Um cristal dendrítico é um cristal que se desenvolve com uma forma multi-ramificada típica. O nome vem da palavra grega dendron (δενδρον) que significa "árvore", já que a estrutura do cristal lembra a de uma árvore. Esses cristais podem ser sintetizados usando um líquido puro super-resfriado, mas também são bastante comuns na natureza. Os cristais mais comuns na natureza que exibem crescimento dendrítico são flocos de neve e gelo nas janelas, mas muitos minerais e metais também podem ser encontrados em estruturas dendríticas.

Simulação da solidificação dendrítica em um líquido puro super-resfriado usando o modelo de campo de fase desenvolvido por Kobayashi.

## Formação de dendritos
A formação de dendritos começa com alguma nucleação, ou seja, a primeira aparição de crescimento sólido, no líquido super-resfriado. Esta formação irá inicialmente crescer esfericamente até que esta forma não seja mais estável. Essa instabilidade tem duas causas: a anisotropia na energia de superfície da interface sólido/líquido e a cinética de ligação das partículas aos planos cristalográficos quando elas se formam.
Na interface sólido-líquido, podemos definir uma energia de superfície, {\textstyle \gamma _{sl}}, que é o excesso de energia na interface líquido-sólido para acomodar as mudanças estruturais na interface.
Para uma interface esférica, a equação de Gibbs-Thomson então dá uma depressão de ponto de fusão em comparação com uma interface plana {\textstyle \Delta T_{m}}, que tem a relação
{\displaystyle \Delta T_{m}\propto {\frac {\gamma _{sl}}{r}}}
onde {\textstyle r} é o raio da esfera. Este subresfriamento de curvatura, o abaixamento efetivo do ponto de fusão na interface, sustenta a forma esférica para pequenos raios.
No entanto, a anisotropia na energia de superfície implica que a interface irá deformar para encontrar a forma energeticamente mais favorável. Para simetria cúbica em 2D podemos expressar esta anisotropia int a energia de superfície como
{\displaystyle \gamma _{sl}(\theta )=\gamma _{sl}^{0}[1+\epsilon \cos(4\theta )].}
Isso dá origem a uma rigidez superficial
{\displaystyle \gamma _{sl}^{0}[1-15\epsilon \cos(4\theta )]}

onde notamos que esta quantidade é positiva para todos os ângulos {\textstyle \theta } quando {\textstyle \epsilon <1/15}. Neste caso, falamos de "anisotropia fraca". Para valores maiores de {\textstyle \epsilon }, a "anisotropia forte" faz com que a rigidez da superfície seja negativa para alguns {\textstyle \theta }. Isso significa que essas orientações não podem aparecer, levando aos chamados cristais "facetados", ou seja, a interface seria um plano cristalográfico inibindo o crescimento ao longo dessa parte da interface devido à cinética de fixação.

### Construção de Wulff
Para acima e abaixo da anisotropia crítica, a construção de Wulff fornece um método para determinar a forma do cristal. Em princípio, podemos entender a deformação como uma tentativa do sistema de minimizar a área com a maior energia de superfície efetiva.

### Velocidade de crescimento
Levando em conta a cinética de fixação, podemos derivar que, tanto para o crescimento esférico quanto para o crescimento da superfície plana, a velocidade de crescimento diminui com o tempo em {\textstyle t^{-1/2}}. No entanto, encontramos crescimento parabólico estável, onde o comprimento cresce com {\textstyle t} e a largura com {\textstyle {\sqrt {t}}}. Portanto, o crescimento ocorre principalmente na ponta da interface parabólica, que se prolonga por mais e mais tempo.  Eventualmente, os lados desta ponta parabólica também exibirão instabilidades dando a um dendrito sua forma característica.

### Direção de crescimento preferida
Quando os dendritos começam a crescer com pontas em direções diferentes, eles exibem sua estrutura cristalina subjacente, pois essa estrutura causa a anisotropia na energia de superfície. Por exemplo, um dendrito crescendo com estrutura cristalina BCC terá uma direção de crescimento preferida ao longo do {\textstyle \langle 100\rangle } Trajeto. A tabela abaixo fornece uma visão geral das direções cristalográficas preferidas para o crescimento dendrítico. Observe que quando o efeito de minimização de energia de deformação domina sobre a minimização de energia de superfície, pode-se encontrar uma direção de crescimento diferente, como com Cr, que tem como direção de crescimento preferencial {\textstyle \langle 111\rangle }, mesmo sendo um látice BCC.
| Estrutura cristalina | Direção de crescimento preferida              | Exemplos |
| -------------------- | --------------------------------------------- | --- |
| FCC                  | {\displaystyle \langle 100\rangle }           | {\displaystyle {\ce {Al}}}, {\displaystyle {\ce {Cu}}}, {\displaystyle {\ce {Ni}}}, {\displaystyle {\ce {\gamma-Fe}}}                                 |
| BCC                  | {\displaystyle \langle 100\rangle }           | {\displaystyle {\ce {\delta - Fe}}}, Succinonitrila ({\displaystyle {\ce {SCN}}}), {\displaystyle {\ce {NH_4Cl}}} ({\displaystyle {\ce {CsCl}}}-type) |
| Tetragonal           | {\displaystyle \langle 110\rangle }           | {\displaystyle {\ce {Sn}}} |
| HCP                  | {\displaystyle \langle 10{\bar {1}}0\rangle } | {\displaystyle {\ce {Zn}}}, {\displaystyle {\ce {H_2O}}}                                                                                              |

## Experimento de microgravidade da NASA

GIF animado da formação de dendritos - NASA

O Experimento de Crescimento Dendrítico Isotérmico (IDGE) é um experimento de solidificação da ciência dos materiais que os pesquisadores usam em missões do ônibus espacial para investigar o crescimento dendrítico em um ambiente onde o efeito da gravidade (convecção no líquido) pode ser excluído. Os resultados experimentais indicaram que, em superresfriamentos mais baixos (até 1,3 K), esses efeitos convectivos são realmente significativos. Em comparação com o crescimento em microgravidade, a velocidade da ponta durante o crescimento dendrítico sob gravidade normal foi até várias vezes maior.